# Epitaph (album King Crimson)
Epitaph – archiwalny album koncertowy King Crimson, wydany w 1997 roku nakładem Discipline Global Mobile jako podwójny CD.
Ukazała się również wersja 4-płytowa, box set.

## Historia i muzyka albumu
Dwupłytowy album zawiera występy na żywo King Crimson w 1969 roku. Ówczesny skład tworzyli: Robert Fripp (gitara), Ian McDonald (flet, saksofon, melotron, śpiew), Greg Lake (gitara basowa, śpiew), Michael Giles (perkusja, śpiew) oraz jedyny niewystępujący członek zespołu, Peter Sinfield (teksty, iluminacje). Pierwsza płyta zawiera materiał muzyczny z trzech różnych źródeł: BBC Radio Sessions w Londynie, Fillmore East w Nowym Jorku i Fillmore West w San Francisco, natomiast druga – tylko z Fillmore West. Zestaw nagrań tworzą koncertowe wersje utworów z debiutanckiego albumu zespołu, In the Court of the Crimson King (z wyjątkiem „I Talk to the Wind” i „Moonchild”) oraz kilka coverów: „Mars” Gustava Holsta i „Get Thy Bearings” Donovana we free jazzowej interpretacji. Do wydawnictwa została dołączona gruba książeczka z opisem nagrań i wczesną historią zespołu.

## Okładka
Na okładce albumu umieszczony został obraz brytyjskiej artystki P.J. Crook, zatytułowany „Cztery pory roku” (The Four Seasons). Klasycznie stylizowany temat przedstawia wdowę odwiedzającą mauzoleum kogoś bliskiego gdzieś na terenie rezydencji. Analogia ta miała nawiązywać do retrospektywnego charakteru albumu – ponownego odwiedzenia kogoś bliskiego, a dawno zapomnianego.

## Lista utworów
Lista i informacje według Discogs:

### Volume One
| Nr  | Tytuł utworu                       | Miejsce i czas                                | Długość |
| --- | ---------------------------------- | --------------------------------------------- | ------- |
| 1.  | „21st Century Schizoid Man”        | BBC Radio Sessions                            | 7:06    |
| 2.  | „In The Court Of The Crimson King” | BBC Radio Sessions                            | 6:27    |
| 3.  | „Get Thy Bearings”                 | BBC Radio Sessions                            | 5:59    |
| 4.  | „Epitaph”                          | BBC Radio Sessions                            | 7:08    |
| 5.  | „A Man, A City”                    | Fillmore East, Nowy Jork, 21 listopada 1969   | 11:41   |
| 6.  | „Epitaph”                          | Fillmore East, Nowy Jork, 21 listopada 1969   | 7:42    |
| 7.  | „21st Century Schizoid Man”        | Fillmore East, Nowy Jork, 21 listopada 1969   | 7:16    |
| 8.  | „Mantra”                           | Fillmore West, San Francisco, 14 grudnia 1969 | 3:47    |
| 9.  | „Travel Weary Capricorn”           | Fillmore West, San Francisco, 14 grudnia 1969 | 3:15    |
| 10. | „Improv - Travel Bleary Capricorn” | Fillmore West, San Francisco, 14 grudnia 1969 | 2:23    |
| 11. | „Mars”                             | Fillmore West, San Francisco, 14 grudnia 1969 | 8:53    |
|     |                                    |                                               | 1:11:37 |

### Volume Two
| Nr | Tytuł utworu                       | Miejsce i czas                                | Długość |
| -- | ---------------------------------- | --------------------------------------------- | ------- |
| 1. | „In The Court Of The Crimson King” | Fillmore West, San Francisco, 15 grudnia 1969 | 7:13    |
| 2. | „Drop In”                          | Fillmore West, San Francisco, 15 grudnia 1969 | 5:14    |
| 3. | „A Man, A City”                    | Fillmore West, San Francisco, 15 grudnia 1969 | 11:19   |
| 4. | „Epitaph”                          | Fillmore West, San Francisco, 15 grudnia 1969 | 7:31    |
| 5. | „21st Century Schizoid Man”        | Fillmore West, San Francisco, 15 grudnia 1969 | 7:37    |
| 6. | „Mars”                             | Fillmore West, San Francisco, 15 grudnia 1969 | 9:42    |
|    |                                    |                                               | 48:36   |

Dodatkowe płyty:

### Volume Three
Plumpton Festival, 9 sierpnia 1969	
1. 21st Century Schizoid Man
2. Get Thy Bearings
3. In The Court Of The Crimson King
4. Mantra
5. Travel Weary Capricorn
6. Improv Including By The Sleeping Lagoon
7. Mars

### Volume Four
Chesterfield Jazz Club, 7 września 1969	
1. 21st Century Schizoid Man
2. Drop In
3. Epitaph
4. Get Thy Bearings
5. Mantra
6. Travel Weary Capricorn
7. Improv
8. Mars

- produkcja – Robert Fripp, David Singleton
- obraz na okładce – P.J. Crook

## Odbiór

### Opinie krytyków
| Recenzje                          | Recenzje     |
| Publikacja                        | Ocena        |
| --------------------------------- | ------------ |
| AllMusic                          | [ a ] [ 3 ]  |
| AllMusic                          | [ b ] [ 6 ]  |
| Rolling Stone                     | [ 7 ]        |
| RYM                               | 3.78/5       |
| Sputnikmusic                      | 3.9/5        |
| The New Rolling Stone Album Guide | [ a ] [ 10 ] |
| The New Rolling Stone Album Guide | [ b ] [ 10 ] |
| Tylko Rock                        | [ 11 ]       |
| Teraz Rock                        | [ 4 ]        |
| Uncut                             | 8/10         |

„'21st Century Schizoid Man' z debiutanckiego albumu grupy, In the Court of the Crimson King z 1969 roku, wciąż brzmi tak śmiało i wściekle, jak wszystko w katalogach wczesnych Nine Inch Nails czy Metalliki. A trzy interpretacje 'Schizoid' na żywo w tym dwupłytowym zestawie, wszystkie z pierwszego roku działalności King Crimson, graniczą z czystą demencją” – uważa David Fricke z magazynu Rolling Stone. „Jeśli interesujesz się zespołem lub okresem, In the Court of the Crimson King jest wszystkim, czego potrzebujesz. Jeśli pragniesz więcej, kup ten box” – zachęca w podsumowaniu.
„Słowa zawodzą, gdy próbuje się opisać frenetyczną synergię, jaka łączy tych muzyków” – ocenia Lindsay Planer z AllMusic dodając: „Momentami muzyka zdaje się bawić uczestników w fali wspólnego natchnienia. Jest więcej przypadków takiej interakcji niż jej braku, a Epitaph Live in 1969 (1997) składa się z ponad dwóch solidnych godzin tych zapalających momentów.”.
„Ta dwupłytowa druga seria koncertów King Crimson z 1969 roku jest mniej przekonująca niż pierwsza, choć oferuje kilka rzeczy, których nie było na pierwszym wydawnictwie – solo na perkusji Michaela Gilesa oraz solówki na flecie i saksofonie Iana McDonalda” – zauważa Bruce Eder z AllMusic dodając w podsumowaniu: „Szkoda, że w tym roku nigdy nie nagrano formalnego albumu na żywo, choć występy w Fillmore z pierwszego Epitaph są tego bliskie.”.
Jordan Babula z magazynu Teraz Rock zwraca uwagę na historyczną wartość nagrań, a także na dającą się zauważyć ewolucję zespołu, od „trochę jeszcze przestraszonego i jakby nieśmiałego” (w nagraniach dla BBC) do „prawdziwego króla sceny (w nagraniach z klubów Fillmore).